# Vasile Dîba
Vasile Dîba (Jurilovca, 24 de julho de 1954 – Bucareste, 20 de fevereiro de 2024) foi um canoísta romeno especialista em provas de velocidade.

## Carreira
Foi vencedor da medalha de Ouro em K-1 500 m em Montreal 1976 e da medalha de Prata em K-4 1000 m em Moscovo 1980.
Foi vencedor das medalhas de Bronze em K-1 1000 m e K-1 500 m em Montreal 1976 e Moscovo 1980, respetivamente.

## Morte
Dîba morreu no dia 20 de fevereiro de 2024 aos 69 anos.